# Тензиометр дю Нуи
Тензио́метр дю Нуи́ (тенсиометр дю Нуи) — один из видов тензиометров, лабораторных приборов, используемых для измерения величины поверхностного натяжения жидкостей. Измерение осуществляется с помощью проволочного кольца (так называемым «методом отрыва кольца» (англ.)). Назван в честь французского биофизика Пьера Леконта дю Нуи.

## Принцип действия
Принцип действия тензиометра заключается в измерении силы отрыва проволочного кольца из платиноиридиевого сплава от поверхности раздела жидкость-воздух. Сила отрыва измеряется в условных единицах, затем производится вычисление по формулам, позволяющее получить значение натяжения в миллиньютонах на метр (мН/м).

## Основные части тензиометра дю Нуи
Тензиометр дю Нуи состоит из
- коромысла;
- регулировочного винта коромысла;
- шкалы прибора со стрелкой;
- проволочного кольца;
- чашки для жидкости;
- платформы;
- держателя;

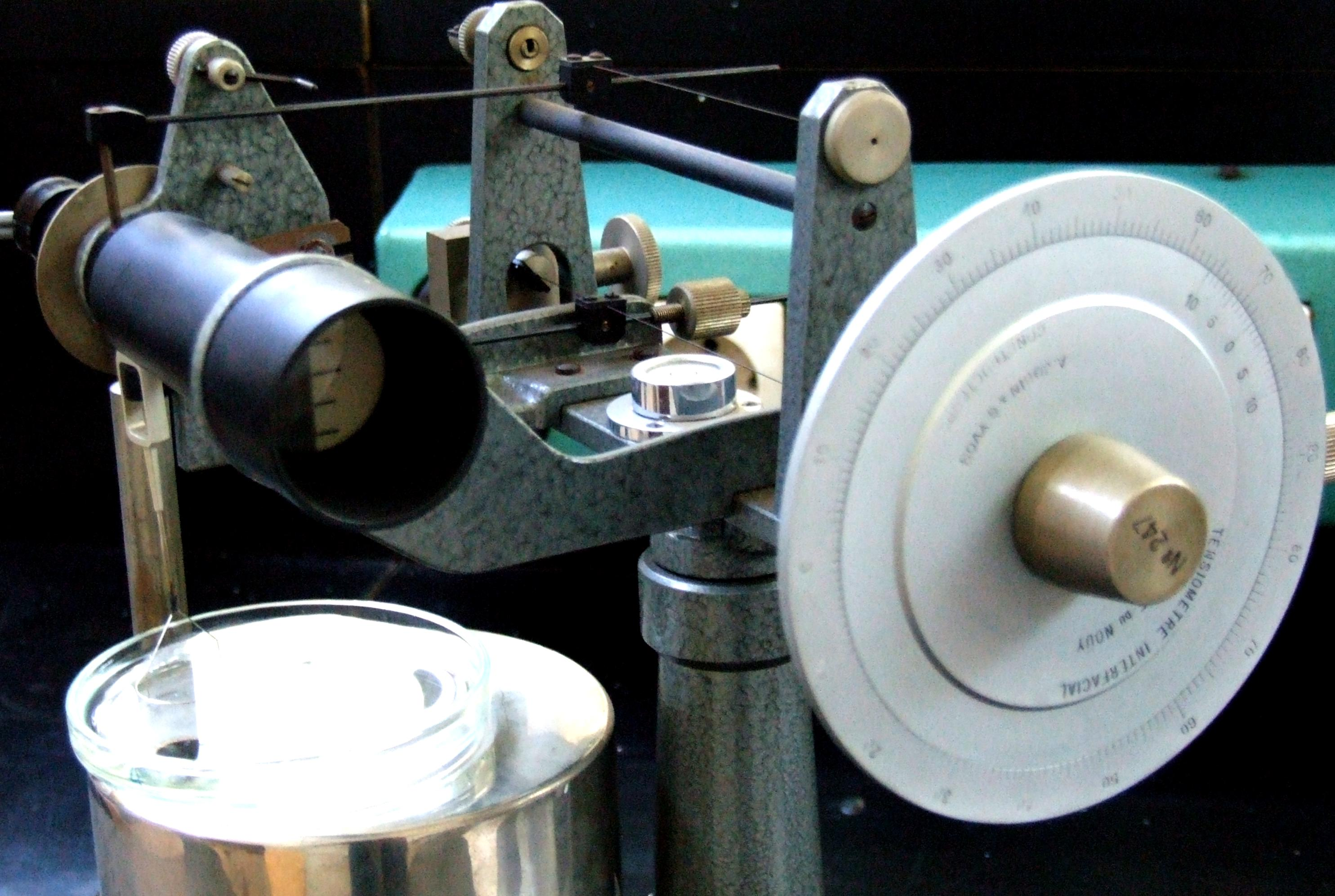
Тензиометр дю Нуи

- регулировочных винтов платформы и держателя;
- стойки;
- основания;
- регулировочных винтов установки горизонта;
- индикатора горизонта.